# Territoires polonais annexés par le Troisième Reich
 (septembre 2023).
Améliorez-le ou discutez des points à vérifier. 

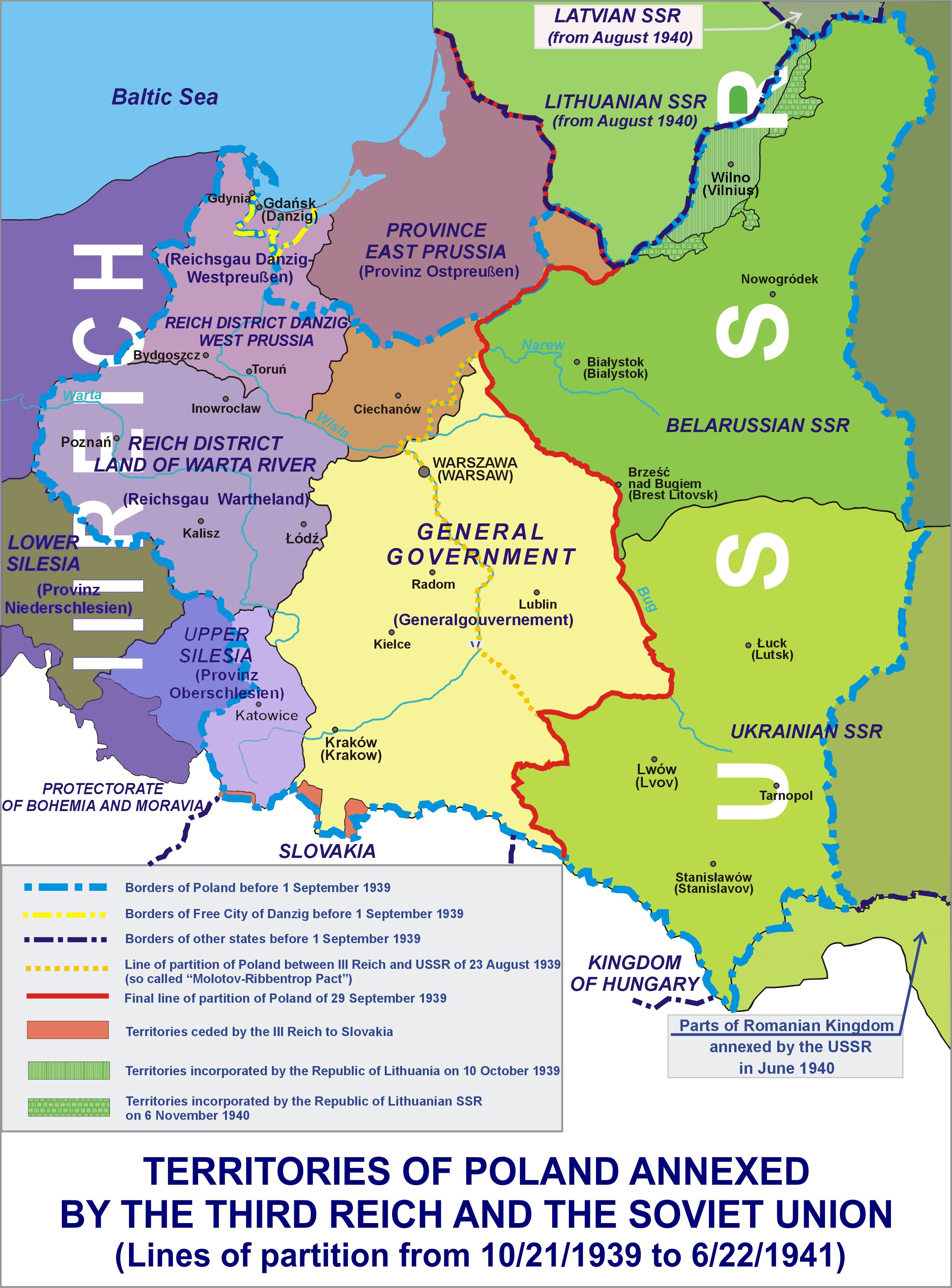
En vert et violet sombres : territoires polonais annexés par le Troisième Reich et l'Union soviétique ; en jaune au centre : le Gouvernement général fantoche

Après l'invasion de la Pologne au début de la Seconde Guerre mondiale, près d'un quart du territoire de la Deuxième République de Pologne est annexé par le Troisième Reich et gouverné directement par l'administration civile allemande. Le reste de la Pologne occupée prend le nom de Gouvernement général. Cette annexion s'inscrit dans la quatrième partition de la Pologne, divisée entre l'Allemagne nazie et l'Union soviétique, comme le prévoyait le pacte germano-soviétique depuis des mois.

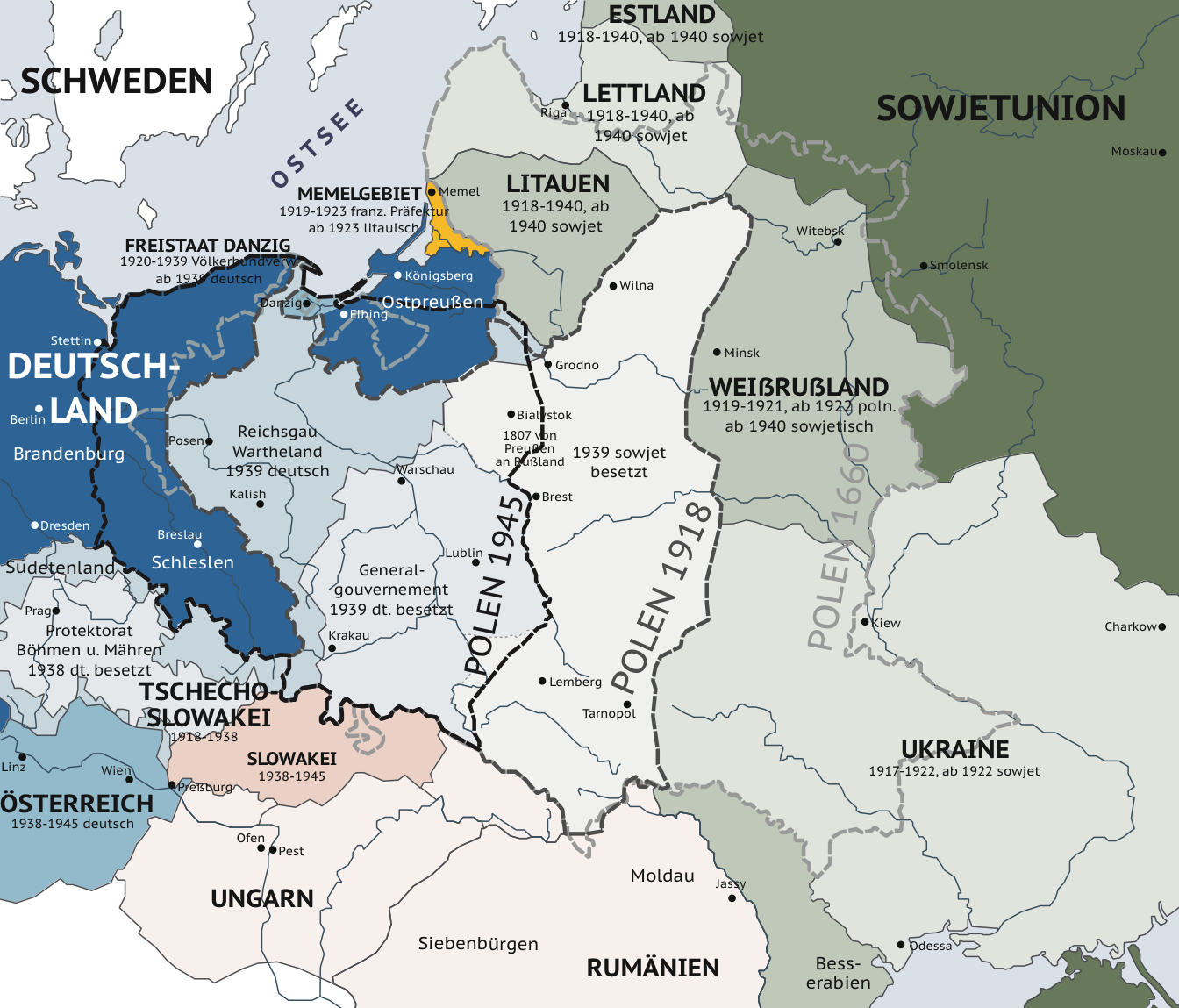
Quatrième partition de la Pologne, conformément au pacte germano-soviétique

Certains petits territoires sont intégrés directement dans les Gaue de Prusse-Orientale et de Silésie mais la majeure partie est convertie en nouveaux Reichsgaue : Dantzig et Prusse-Occidentale et Wartheland. Ce dernier, le plus vaste, est uniquement composé de territoires annexés.
Les autorités nazies donnent à ces secteurs le nom officiel de « territoires orientaux intégrés » (allemand : Eingegliederte Ostgebiete). Elles prévoient une germanisation totale des secteurs annexés car ils font partie du lebensraum. Les habitants juifs sont relégués dans des ghettos avant d'être peu à peu déportés dans les camps de concentration et d'extermination dont le plus sinistrement célèbre, Auschwitz, se trouve en Haute-Silésie annexée. Le plan nazi prévoit l'asservissement de la population polonaise locale, son extermination et, à terme, son remplacement par des colons allemands. Les élites polonaises sont victimes de massacres de masse et environ 780 000 Polonais sont expulsés, soit vers le Gouvernement général, soit vers l'Altreich pour y être soumis aux travaux forcés. La population restante subit une politique de ségrégation stricte vis-à-vis des Allemands ainsi qu'une série de répressions : travaux forcés, exclusion de toute activité politique et de nombreuses activités culturelles. En parallèle, la minorité allemande locale accède à divers privilèges et elle s'élargit de plus en plus avec l'installation d'Allemands, y compris ceux qui ont été déplacés lors des transferts de populations germano-soviétiques.
Après l'offensive Vistule-Oder début 1945, l'Union soviétique s'empare des territoires. La population allemande fuit devant l'Armée rouge ou, par la suite, elle est expulsée ; les territoires sont intégrés à la république populaire de Pologne.

## Contexte

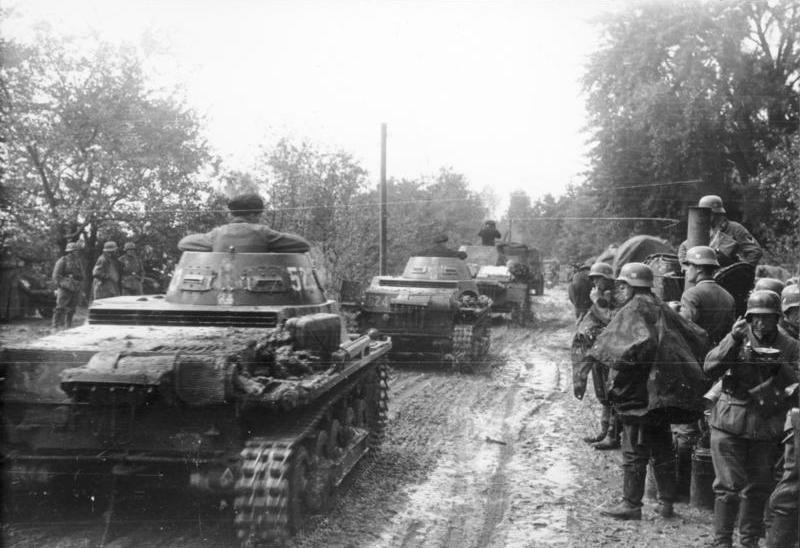
Invasion de la Pologne par l'armée du Troisième Reich en septembre 1939

Dès l'automne 1933, Adolf Hitler révèle à ses plus proches partisans son intention d'annexer la Pologne occidentale pour créer une « Grande Allemagne ». Après avoir envahi la Pologne en septembre 1939, l'Allemagne annexe en octobre un territoire de 92 500 kilomètres carrés (soit 23,7 % de la Pologne avant-guerre) où vivent 10 000 000 de personnes (30 % de la population polonaise avant-guerre),. Le reste du territoire polonais est soit annexé par l'Union soviétique (201 000 kilomètres carrés, soit 51,6 % de la Pologne avant-guerre, conformément au pacte germano-soviétique), soit transformé en zone d'occupation sous contrôle nazi : le Gouvernement général (95 500 kilomètres carrés, soit 24,5 % de la Pologne avant-guerre). Une petite fraction de la Pologne est absorbée par la Slovaquie.
Depuis 1935, le Troisième Reich est divisé en provinces (Gaue) qui remplacent les anciens États allemands (en) ainsi que les provinces prussiennes. Certains des territoires annexés sont rattachés aux Gaue de Prusse-Orientale et de Silésie (qui devient ensuite la Haute-Silésie) et d'autres constituent les nouveaux Reichsgaue de  Dantzig et Prusse-Occidentale et de Wartheland. Le Wartheland est le seul Gau formé uniquement de territoires annexés ; Dantzig et Prusse-Occidentale comprend également d'anciens territoires allemands ainsi que l'ancienne ville libre de Dantzig. Le Gouvernement général n'est pas intégré au Troisième Reich.
Cette annexion viole le droit international (notamment la Convention de la Haye n°4 en 1907),. Les hauts fonctionnaires du Troisième Reich ont débattu au sujet du traité et essayé de le contourner en déclarant la guerre contre la Pologne avant l'annexion, ce qui à leur avis rend la Convention inapplicable.

## Administration

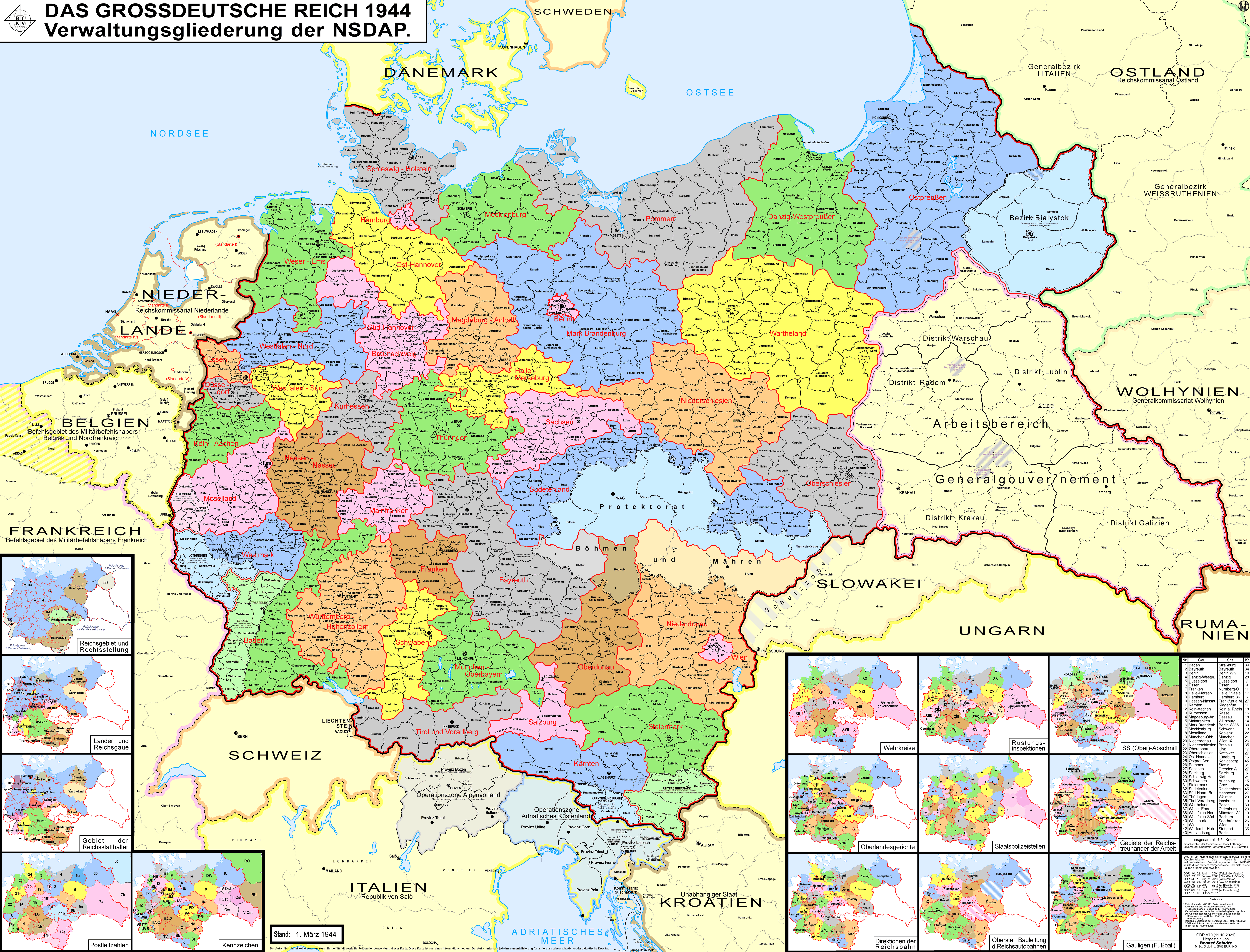
Carte du Troisième Reich avec ses subdivisions administratives, les Gaue, les Reichsgaue et les régions annexées en 1944.

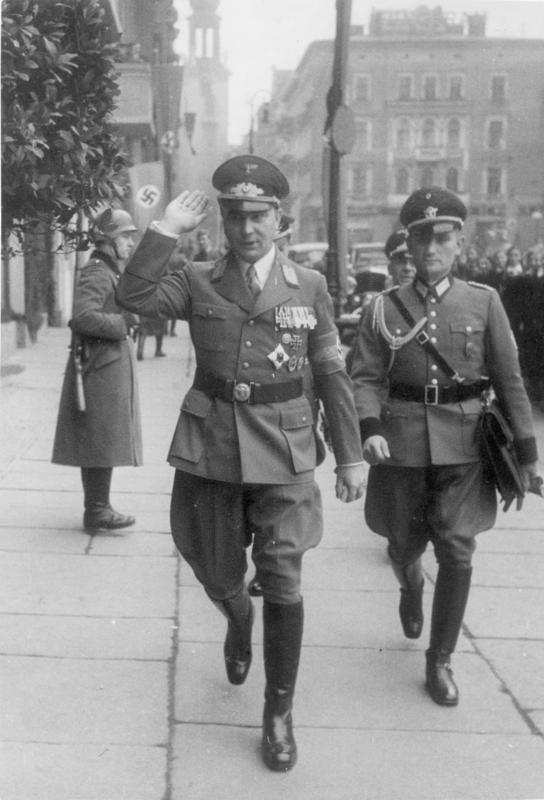
Arthur Greiser à Poznań occupée, le 2 octobre 1939.

Les 8 et 13 septembre 1939, le district militaire allemand du secteur de Posen, commandé par le général Alfred von Vollard-Bockelberg (de), et la Prusse-Orientale, commandée par le général Walter Heitz, établissent leur domination sur les territoires conquis, respectivement, de la Grande Pologne et de la Poméranie. La Wehrmacht, conformément aux lois du 21 mai 1935 et du 1er juin 1938, délègue les pouvoirs administratifs aux chefs de l'administration civile. Hitler nomme Arthur Greiser à la tête du district militaire de Posen et Albert Forster en Prusse-Occidentale. Le 3 octobre 1939, les districts militaires appelés « Lodz » et « Krakau » passent sous le contrôle des généraux Gerd von Rundstedt et Wilhelm List ; Hitler nomme Hans Frank et Arthur Seyss-Inquart à la tête de l'administration civile. Ainsi, l'intégralité de la Pologne occupée est divisée en quatre districts militaires : Prusse-Orientale, Posen, Lodz et Krakau. Frank est, au même moment, nommé au poste d'administrateur suprême de tous les territoires occupés.

## Après l'opération Barbarossa en juin 1941
Après l'attaque allemande contre l'Union soviétique en juin 1941, le district de Białystok (qui englobe les comtés de Białystok, Bielsk Podlaski, Grajewo, Łomża, Sokółka, Volkovysk et Grodno) est rattaché (et non intégré) à la Prusse-Orientale,. D'autres territoires polonais, annexés d'abord par les soviétiques puis par les Allemands, sont rattachés au Reichskommissariat Ostland (au Nord), au Reichskommissariat Ukraine (au Sud) et au Gouvernement général (Distrikt Galizien tout au Sud).

### Projets de poursuite des annexions
Le gouvernement nazi prévoyait de poursuivre l'intégration des territoires polonais dans le Troisième Reich. Le Gouvernement général fantoche est à l'époque considéré comme une institution de transition avant l'annexion complète du pays dans le « Grand Reich allemand » (Grossdeutsches Reich). Les bureaucrates allemands envisagent divers projets de démantèlement des territoires restants.
Hans Frank soutient la conversion partielle ou totale de sa province en Vandalengau, en honneur des tribus vandales d'Allemagne orientale qui, pendant l'Antiquité, vivaient dans le bassin de la Vistule avant les invasions barbares. Fin 1939, une commission de 16 hommes dessine les frontières d'un futur Reichsgau Beskidenland (nom qui se réfère aux montagnes beskides), qui engloberait les secteurs depuis l'Ouest de Cracovie jusqu'à la rivière San.
Le secrétaire du parti nazi, Martin Bormann, propose quant à lui de transformer le Gouvernement général en 3 à 5 Reichsgaue ou Reichsobergaue, dont le district de Galicie,. Hitler, qui laisse courir ces débats en attendant le terme de la guerre, n'a jamais officiellement adopté ou exécuté l'une des propositions ; il maintient au contraire sa position consistant à utiliser ces zones comme une source de main d'œuvre.

### Divisions administratives
| Nouvelles entités administratives du régime nazi | Nouvelles entités administratives du régime nazi                   | Anciennes entités administratives polonaises | Anciennes entités administratives polonaises                                                                                    |
| Reichsgau/\|Gau (province) | Regierungsbezirk (région du gouvernement)                          | Voïvodies de Pologne (province)              | Comtés |
| --- | ------------------------------------------------------------------ | -------------------------------------------- | --- |
| Reichsgau Wartheland (Warthegau) précédemment : Reichsgau Posen | Regierungsbezirk Posen Reg.Bez. Hohensalza Reg.Bez. Litzmannstadt5 | voïvodie de Poznań                           | tous les comtés |
| Reichsgau Wartheland (Warthegau) précédemment : Reichsgau Posen | Regierungsbezirk Posen Reg.Bez. Hohensalza Reg.Bez. Litzmannstadt5 | Voïv. de Łódź                                | la majorité des comtés |
| Reichsgau Wartheland (Warthegau) précédemment : Reichsgau Posen | Regierungsbezirk Posen Reg.Bez. Hohensalza Reg.Bez. Litzmannstadt5 | Voïv. de Poméranie                           | cinq comtés |
| Reichsgau Wartheland (Warthegau) précédemment : Reichsgau Posen | Regierungsbezirk Posen Reg.Bez. Hohensalza Reg.Bez. Litzmannstadt5 | Voïv. de Varsovie                            | un comté |
| Reichsgau Dantzig-Prusse-Occidentale1 (Danzig-Westpreußen) précédemment : Reichsgau Prusse-Occidentale | Reg.Bez. Bromberg Reg.Bez. Danzig 1 Reg.Bez. Marienwerder1         | Grande voïvodie de Poméranie                 | la majorité des comtés |
| Reichsgau Dantzig-Prusse-Occidentale1 (Danzig-Westpreußen) précédemment : Reichsgau Prusse-Occidentale | Reg.Bez. Bromberg Reg.Bez. Danzig 1 Reg.Bez. Marienwerder1         | Ville libre de Dantzig                       | |
| Prusse-Orientale1 (Ostpreußen) partie la plus méridionale2 | Regierungsbezirk Zichenau (en) Regierungsbezirk Gumbinnen1         | Voïv. de Varsovie                            | Ciechanów, Działdowo, Maków, Mława, Płock, Płońsk, Przasnysz, Sierpc; parties de Łomża, Ostrołęka, Pułtusk, Sochaczew, Varsovie |
| Prusse-Orientale1 (Ostpreußen) partie la plus méridionale2 | Regierungsbezirk Zichenau (en) Regierungsbezirk Gumbinnen1         | District de Bialystok                        | Suwałki et une partie de Augustów                                                                                               |
| Prusse-Orientale1 (Ostpreußen) partie la plus méridionale2 | Bezirk Białystok (rattaché en 1941)6                               | Voïv. de Białystok                           | Białystok, Bielsk Podlaski, Grajewo, Łomża, Sokółka, Volkovysk, Grodno                                                          |
| (Haute) Silésie1; 3 (Oberschlesien) partie la plus orientale4 | Regierungsbezirk Kattowitz Reg.Bez. Oppeln1                        | Voï de Silésie                               | |
| (Haute) Silésie1; 3 (Oberschlesien) partie la plus orientale4 | Regierungsbezirk Kattowitz Reg.Bez. Oppeln1                        | Voïv. de Kielce                              | Będzin, Olkusz, Sosnowiec, Zawiercie                                                                                            |
| (Haute) Silésie1; 3 (Oberschlesien) partie la plus orientale4 | Regierungsbezirk Kattowitz Reg.Bez. Oppeln1                        | Voïv. de Cracovie                            | Chrzanów, Oświęcim, Żywiec |
| 1 Gau ou Regierungsbezirk constitué seulement de territoires annexés 2 les secteurs annexés sont aussi appelés « Prusse-orientale du Sud » (Südostpreußen) 3 Le Gau de Haute-Silésie (en) est créé en 1941 ; il faisait partie auparavant du Gau de Silésie (en) 4 les parties annexées sont aussi appelées « Haute-Silésie orientale » (allemand : Ostoberschlesien) 5 dont le nom provient de la ville la plus importante : Łódź. Cette région est rattachée au Warthegau le 9 novembre 1939 ; le 12 april 1940, Łódź est rebaptisée Litzmannstadt et le nom du Regierungsbezirk change également. 6 Administré, sans y être intégré, par le Gau de Prusse-Orientale, rattaché après l'invasion des nazis en Union soviétique en 1941 |                                                                    |                                              | |

## Démographie
Avant l'invasion allemande de septembre 1939 et l'annexion en octobre, les territoires concernés abritent 10 568 000 personnes, soit environ 30 % de la population polonaise,. En raison des mouvements de réfugiés, des pertes dues à la guerre, de la migration naturelle et des carences en données contemporaines fiables, surtout dans les régions frontalières, il n'est possible d'avancer que des estimations sur le plan démographique.
| Données sur la population par région en 1939 dans les Gaue nazis, y compris les territoires annexés de la Pologne1   | Données sur la population par région en 1939 dans les Gaue nazis, y compris les territoires annexés de la Pologne1 | Données sur la population par région en 1939 dans les Gaue nazis, y compris les territoires annexés de la Pologne1 | Données sur la population par région en 1939 dans les Gaue nazis, y compris les territoires annexés de la Pologne1 | Données sur la population par région en 1939 dans les Gaue nazis, y compris les territoires annexés de la Pologne1 | Données sur la population par région en 1939 dans les Gaue nazis, y compris les territoires annexés de la Pologne1 | Données sur la population par région en 1939 dans les Gaue nazis, y compris les territoires annexés de la Pologne1 | Données sur la population par région en 1939 dans les Gaue nazis, y compris les territoires annexés de la Pologne1 | Données sur la population par région en 1939 dans les Gaue nazis, y compris les territoires annexés de la Pologne1 | Données sur la population par région en 1939 dans les Gaue nazis, y compris les territoires annexés de la Pologne1 | Données sur la population par région en 1939 dans les Gaue nazis, y compris les territoires annexés de la Pologne1 | Données sur la population par région en 1939 dans les Gaue nazis, y compris les territoires annexés de la Pologne1 | Données sur la population par région en 1939 dans les Gaue nazis, y compris les territoires annexés de la Pologne1 |
| Gau/Reichsgau | Prusse-Orientale                                                                                                   | Prusse-Orientale                                                                                                   | Reichsgau de Danzig / Prusse-Orientale                                                                             | Reichsgau de Danzig / Prusse-Orientale                                                                             | Reichsgau du Wartheland                                                                                            | Reichsgau du Wartheland                                                                                            | Province de Silésie                                                                                                | Province de Silésie                                                                                                | Total des quatre provinces                                                                                         | Total des quatre provinces                                                                                         | Uniquement les parties annexées de ces provinces                                                                   | Uniquement les parties annexées de ces provinces                                                                   |
| --- | --- | --- | --- | --- | --- | --- | --- | --- | --- | --- | --- | --- |
| Territoire (km2) | 52,099 km2 | 52,099 km2 | 25,705 km2 | 25,705 km2 | 40,309 km2 | 40,309 km2 | 46,908 km2 | 46,908 km2 | 165,021 km2 | 165,021 km2 | 86,295 km2 | 86,295 km2 |
| Population totale | 3,113,000 | 3,113,000 | 2,156,000 | 2,156,000 | 4,203,000 | 4,203,000 | 7,258,000 | 7,258,000 | 16,729,000 | 16,729,000 | 9,082,000 | 9,082,000 |
| Personnes au km2 | 61 par km2 | 61 par km2 | 84 par km2 | 84 par km2 | 104 par km2 | 104 par km2 | 155 par km2 | 155 par km2 | 101 par km2 | 101 par km2 | 105 par km2 | 105 par km2 |
| Catégorie | Total | % | Total | % | Total | % | Total | % | Total | % | Total | % |
| Allemands | 2,004,768 | 71% | 817,474 | 38% | 309,002 | 7% | 3,813,930 | 66% | 8,145,174 | 49% | 597,784 | 7% |
| Juifs | 79,198 | 3% | 23,302 | 1% | 322,947 | 8% | 123,202 | 2% | 548,649 | 3% | 494,913 | 5% |
| Polonais | 810,834 | 26% | 1,310,099 | 61% | 3,558,489 | 85% | 2,184,329 | 30% | 7,863,751 | 47% | 7,817,377 | 86% |
| Other | 17,773 | ?% | 4,666 | ?% | 11,984 | ?% | 136,578 | ?% | 171,001 | ?% | 171,001 | ?% |
| 1 Estimations selon le bureau du Troisième Reich pour les politiques raciales le 26 novembre 1939.[réf. à confirmer] | | | | | | | | | | | | |

Isabel Heinemann, en 2003, fournit des données identiques pour le Dantzig et Prusse-Occidentale et le Wartheland. En Haute-Silésie, Heinemann se base sur le recensement des nazis en décembre 1939, qui indique 2,43 millions de personnes, dont 1,08 million sont des Allemands, 930 000 Polonais et 90 000 Juifs. Par ailleurs, Heinemann tout comme l'Encyclopaedia Judaica propose des estimations plus larges concernant la population juive, à savoir entre 560 000 et 586 628 personnes,. Piotr Eberhardt (en) en 2006 confirme le nombre donné par le Bureau de la politique raciale : 600 000 Allemands.
Stanisław Waszak (pl), de l'université de Poznań, indique en 1947 des estimations quelque peu différentes.
| Gau | Population totale | Polonais  | Allemands | Juifs   | Ukrainiens | Autres |
| --- | ----------------- | --------- | --------- | ------- | ---------- | ------ |
| Wartheland | 4,933,600         | 4,220,200 | 324,600   | 384,500 | –          | 4,300  |
| Province de Haute-Silésie | 2,632,630         | 2,404,670 | 98,204    | 124,877 | 1,202      | 3,677  |
| Dantzig et Prusse-Occidentale | 1,571,215         | 1,393,717 | 158,377   | 14,458  | 1,648      | 3,020  |
| Prusse-Orientale (partie incorporée après le début de la Seconde Guerre mondiale) | 1,001,560         | 886,061   | 18,400    | 79,098  | 8,0099     | 9,902  |
| Total | 10,139,005        | 8,904,648 | 599,576   | 602,953 | 10,949     | 20,899 |
| 1 The Western Review, Supp. Number for Abroad, July and August, 1947, page 49; the 1947 estimates as cited by Stanisław Waszak, Demographic Picture of the German Occupation (1970). |                   |           |           |         |            |        |

Les données du recensement sont compilées par le Troisième Reich, le 3 décembre à Dantzig et Prusse-Occidentale et le 17 décembre au Wartheland et en Haute-Silésie. De nombreux Polonais ont tenté de se présenter comme Allemands (Volksdeutsche) dans l'espoir d'échapper aux atrocités anti-polonaises ou sont classés comme Allemands pour correspondre aux quotas.

### Programme nazi de germanisation
Le 7 octobre 1939, Hitler nomme Heinrich Himmler à la fonction de commissaire à la colonisation, responsable de toutes les mesures de réinstallation dans l'Altreich et dans les territoires annexés ainsi que des échanges de populations entre les nazis et les soviétiques. Himmler assume sa nouvelle fonction sous le titre de Reichskommissar für die Festigung deutschen Volkstums (« commissaire du Reich pour le renforcement de la germanité », RKF). Le personnel du RKF (Stabshauptamt RKF) œuvre à travers le Hauptamt Volksdeutsche Mittelstelle et le Bureau pour la race et le peuplement (Rasse- und Siedlungshauptamt, RuSHA) des SS pour préparer et exécuter le processus de réinstallation et d'extermination dans les territoires annexés. En octobre 1939, Himmler ordonne l'expulsion immédiate de tous les Juifs dans les territoires annexés, ainsi que des « Polonais du Congrès » qui vivent dans le Reichsgau Dantzig et Prusse-Occidentale ; tous les « ennemis du Reich » sont expulsés du Warthegau, de Prusse du Sud-Est et de l'Est de la Haute-Silésie. Le terme « ennemis du Reich » désigne tous les Polonais titulaires de diplômes universitaires, ceux qui s'était investis avant-guerre dans des associations ou initiatives patriotiques et, plus généralement, ceux qui faisaient preuve de patriotisme polonais. Les populations expulsées sont déportées dans le Gouvernement général.

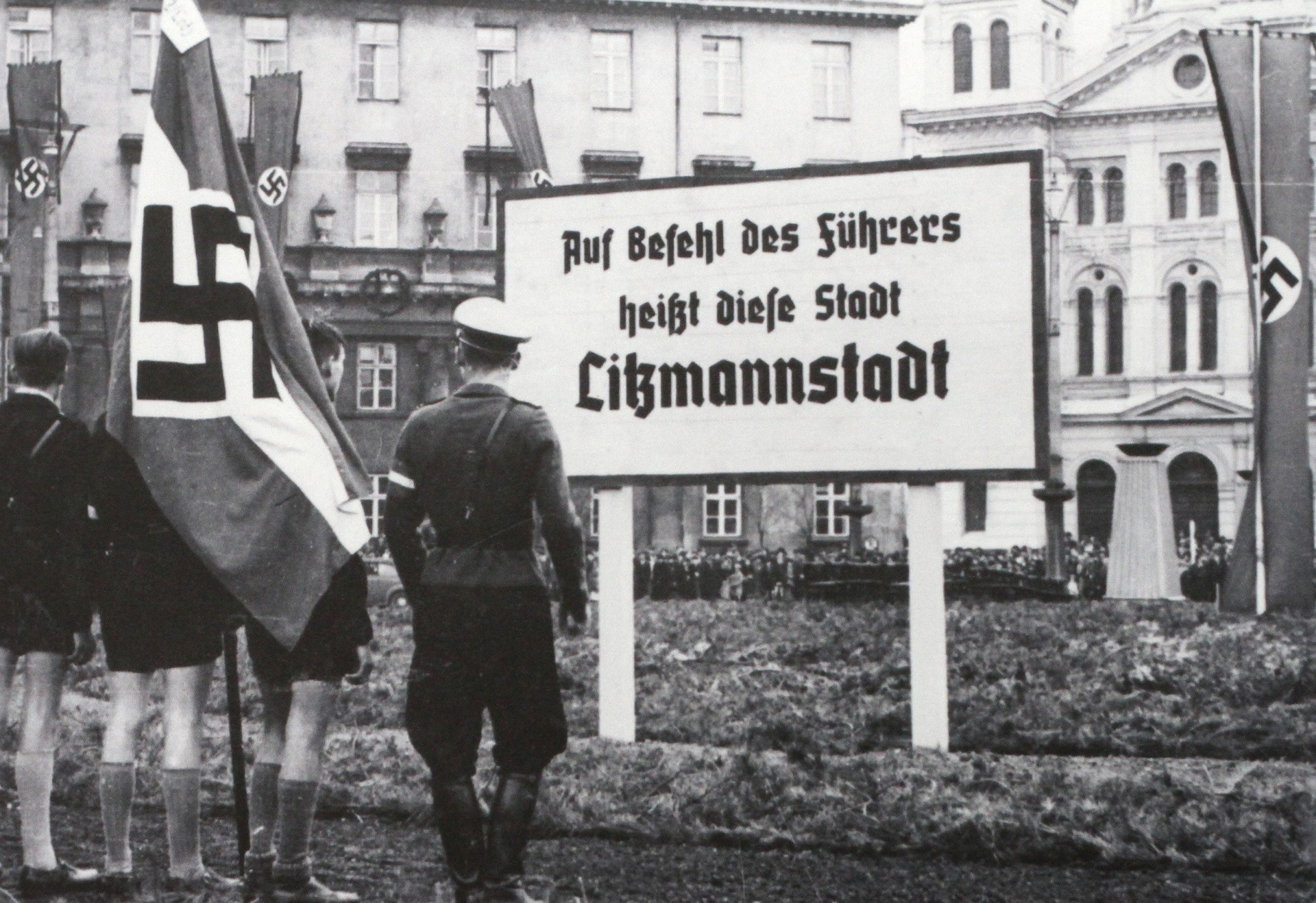
Photo de Łódź occupée, que le régime nazi rebaptise « Litzmannstadt » (1940). Une pancarte annonce ce nouveau nom.

Ces ordres sont annulés et remplacés, début 1940, par une autre directive RKF qui commande d'expulser immédiatement les Juifs restants et de remplacer 3,4 millions de Polonais par des colons allemands à long terme. Cette directive du RKF prévoit, dans un premier temps, l'installation de 100 000 familles allemandes sur les trois prochaines années. À ce stade encore précoce, les planificateurs pensent que les colons seront répartis par l'Altreich. Les déportations devront épargner les Polonais « racialement précieux » et des Allemands, eux aussi « racialement précieux », viendraient s'installer. Himmler déclare qu'il veut « créer ici une province blonde ». Les organes responsables de l'« évaluation raciale » sont le Bureau Central de l'Immigration (Einwandererzentralstelle, EZ) et le Bureau Central de la Réinstallation (Umwandererzentralstelle, UWZ), appartenant au RuSHA des SS. Les territoires annexés seraient « germanisés », dans les 5 ans en zone rurale, dans les 10 ans en zone urbaine et le Gouvernement général à échéance de 15 ans.
En pratique, les remplacements de populations pendant la guerre dans les territoires annexés n'ont pas atteint les objectifs voulus, aussi bien dans le nombre de Polonais expulsés que dans celui des Allemands réinstallés, ou concernant l'origine des Allemands réinstallés provenant de l'Union soviétique. Le programme de remplacement des Allemands venus du Troisième Reich est soutenu par le Generalplan Ost mais reporté jusqu'au terme de la guerre. Ce programme prévoit l'extermination de tous les Juifs et, à long terme, la déportation vers la Sibérie de Slaves — d'abord 31 millions, puis 51 millions — provenant d'une vaste zone dévolue à la colonisation allemande. L'élimination des Polonais se matérialise par le nettoyage ethnique, les exécutions de masse, la famine organisée et l'éradication des groupes nationaux en les dispersant en petites communautés isolées vouées au travail forcé. Environ 350 000 Allemands sont installés en Pologne car la propagande nazie les persuade de quitter les États baltes avant que l'Union soviétique ne s'en empare ; ces personnes servent le plan de germanisation.
En outre, le plan prévoit l'installation d'autres colons considérés comme germaniques, comme les Néerlandais, les Danois et les Suédois. Une petite colonie d'artisans néerlandais est établie à Poznań en 1941.

### Expulsion et génocide des Polonais et des Juifs

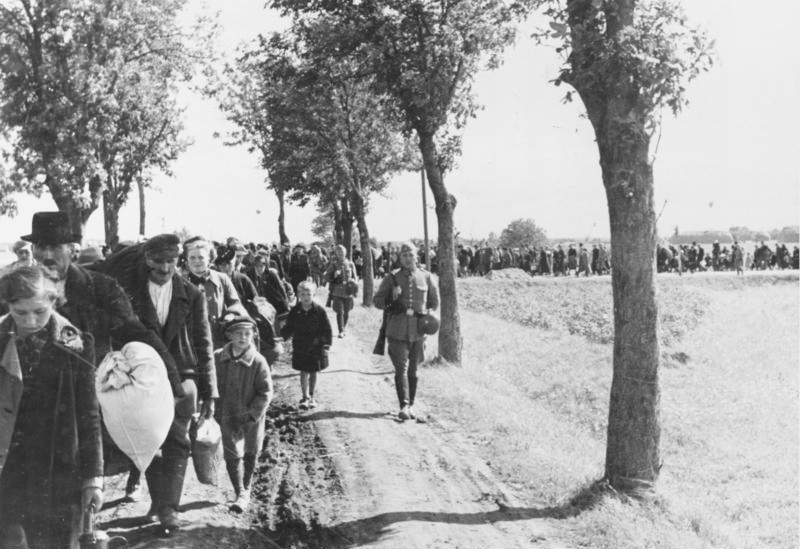
Expulsion de civils polonais, automne 1939.

La population juive et polonaise est victime de meurtres de masse et d'expulsions dès l'invasion de septembre, ce qui déclenche un mouvement massif de fuite,. Malgré l'annonce que la population juive serait réinstallée ailleurs, le programme se révèle impraticable et le régime passe à l'extermination. Les camps de concentration et camps de la mort sont ouverts par les nazis dans les territoires annexés, y compris Auschwitz (qui englobe plusieurs camps secondaires), Chelmno (Kulmhof), Potulice (Potulitz) et Soldau.
D'après Heinemann, environ 780 000 Polonais des territoires annexés perdent leur foyer entre 1939 et 1944. Dans ce nombre, au moins 250 000 sont déportés vers le Gouvernement général ; 310 000 sont déplacés ou déportés dans les camps de Polenlager de leurs gau respectifs ; les autres sont astreints aux travaux forcés, soit dans les zones annexées, soit dans l'Altreich. Heinemann déclare que, selon Madajczyk, 97 217 personnes sont déplacées dans les territoires annexés et dans la région de Zamość, y compris les Juifs. Des gens sont parfois arrêtés dans la rue pendant les łapanki.
Heinemann écrit aussi que 100 000 autres Juifs sont déportés vers le Gouvernement général ; puis encore 400 000 autres sont déportés plus tard vers les camps d'Auschwitz, Treblinka or Chelmno (Kulmhof) et des milliers sont morts dans les ghettos. Parmi les Juifs déportés, plus de 300 000 viennent du Warthegau, 2 000 de Dantzig et Prusse-Occidentale, 85 000 de l'Est de la Haute-Silésie, 30 000 du district de Białystok en Prusse du Sud-Est.
Eberhardt indique les chiffres fournis par Jastrzębski en 1968 : d'après les archives du RKF, 365 000 personnes sont déportées entre 1939 et 1944. Jastrzębski remarque qu'en additionnant les chiffres émanant des autorités officielles, on obtient un total plus élevé, à savoir 414 820 déportés ; il estime qu'au total environ 450 000 personnes sont déportées, y compris par des expulsions imprévues et non recensées. Eberhardt observe qu'à ces nombres s'additionnent beaucoup de victimes qui ont pris la fuite et il cite que les données proposées par Czesław Łuczak (en) en 1979, qui pense qu'entre 918 000 et 928 000 personnes sont déportées ou expulsées depuis les territoires annexés entre 1939 et 1944. L'Institut de la mémoire nationale recense des statistiques proches : 923 000.

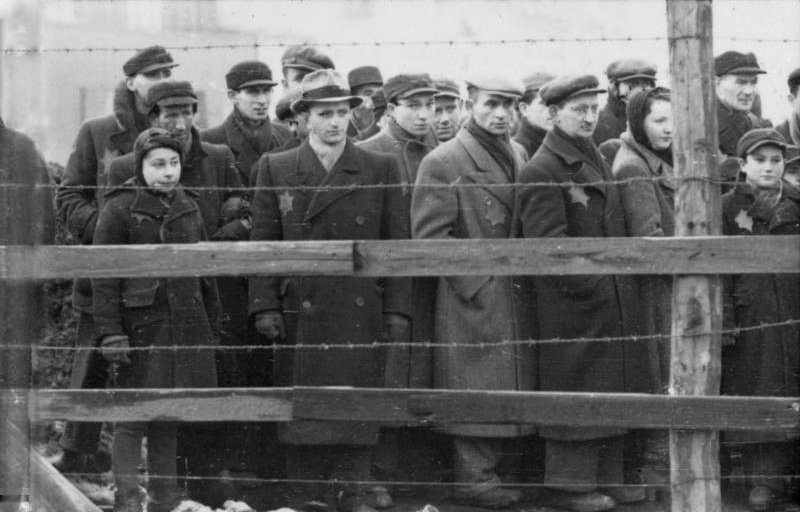
Ghettoïsation des Juifs à Litzmannstadt en 1941.

Heinemann et Łuczak, cités par Eberhardt, fournissent des précisions sur les expulsions : 81 000 Polonais sont déplacés depuis leurs foyers en Haute-Silésie de l'Est,, dont 22 000 sont déportés vers le Gouvernement général. Ils sont remplacés par 38 000 Allemands, qui viennent principalement de Bucovine. Depuis les secteurs de Zichenau et Suwałki au Sud de la Prusse-Orientale, entre 25 000 et 28 000 Polonais sont « évacués » ; s'y ajoutent 25 000 à 28 000 personnes provenant du secteur de Białystok, rattaché en 1941. Dans le Reichsgau Dantzig et Prusse-Occidentale, jusque fin 1942, 123 000 à 124 000 personnes sont déplacées, dont 53 000 déportées vers le Gouvernement général et les autres convoyées de force vers des camps où elles subissent une « évaluation raciale ». Au Warthegau, 630 000 personnes sont déplacées entre 1939 et 1944,. En outre, Łuczak estime qu'entre 30 000 et 40 000 victimes subissent des expulsions « sauvages », surtout en Poméranie.
Les Polonais voués à la déportation vers le Gouvernement général sont d'abord internés dans des camps où ils subissent l'« évaluation raciale » (Durchschleusung) par les UWZ, de la même manière que le Durchschleusung pour les Allemands (voir ci-dessous). Ceux qui sont catégorisés comme « capables de regermanisation » (wiedereindeutschungsfähig), au lieu d'être déportés vers le Gouvernement général, sont envoyés dans l'Altreich. Ceux qui résistent à la germanisation sont relégués dans des camps de concentration ou bien exécutés et leurs enfants sont éventuellement emmenés à des fins d'adoption. Au total, plus d'1,5 million de personnes sont expulsées ou déportées, y compris celles envoyées au travail forcé en Allemagne ou dans des camps de concentration. Eberhardt pense que 1,053 million de gens sont envoyés travailler de force depuis les territoires annexés.

### Colonisation par les Allemands

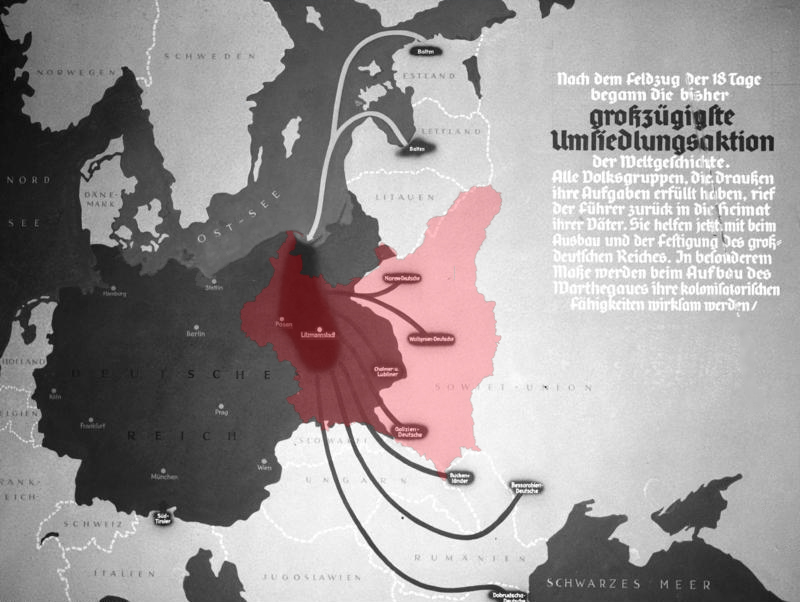
Le Troisième Reich en 1940 (gris foncé) après la Campagne de Pologne coordonnée avec l'invasion soviétique. On y voit des poches de colons germaniques, implantés dans les territoires annexés de Pologne, qui proviennent de la « sphère d'influence » soviétique dans le cadre de l'Heim ins Reich.

Tout au long de la guerre, les territoires polonais annexés font l'objet d'une campagne de colonisation par les Allemands. L'objectif du Troisième Reich est d'absorber ces territoires sur les plans politique, culturel, social et économique dans le Reich. D'après Esch, le manque de colons issus de l'Altreich favorise l'installation de colons allemands venus de l'Est,. Pendant la campagne Heim ins Reich, ces derniers sont logés dans des maisons dont les Polonais ont été expulsés, parfois avec une soudaineté telle que les arrivants trouvent des repas à moitié consommés sur les tables ainsi que des lits défaits où dormaient les petits enfants. Des membres des Jeunesses hitlériennes et de la Ligue des jeunes filles allemandes sont chargés de surveiller les évictions et s'assurer que les Polonais chassés abandonnent la plupart de leurs affaires pour qu'elles soient récupérées par les colons.
En se fondant sur des estimations d'arrivants allemands fournis par Szobak, Czesław Łuczak (en) et un rapport collectif, Eberhardt propose les nombres suivants : de 404 612 (Szobak) à 631 500 (Łuczak). Anna Bramwell déclare que 591 000 Allemands se déplacent vers les territoires annexés et précise l'origine des colons : 93 000 de Bessarabie, 21 000 de Dobroudja, 98 000 de Bucovine, 68 000 de Volhynie, 58 000 de Galicie, 130 000 des États baltes, 38 000 de la Pologne orientale, 72 000 de la région des Sudètes et 13 000 de Slovénie.
De surcroît, quelque 400 000 fonctionnaires, techniciens et employés allemands sont envoyés dans ces secteurs pour les administrer d'après Atlas Ziem Polski qui cite une publication polonaise et allemande sur les changements démographiques pendant la guerre. Eberhardt pense que le nombre d'arrivants depuis l'Altreich représente environ 500 000 personnes.
William J. Duiker (en) et Spielvogel remarquent que jusqu'à deux millions d'Allemands vivent dans la Pologne d'avant-guerre en 1942. Eberhardt indique qu'au total, à la fin de la guerre, deux millions d'Allemands sont présents dans l'ensemble du territoire correspondant à la Pologne d'avant-guerre, dont 1,3 million sont venus pendant la guerre et s'ajoutent à une population antérieure de 700 000.
| Région                         | Nombre de colons | %     |
| ------------------------------ | ---------------- | ----- |
| Warthegau                      | 536,951          | 85.1% |
| Reichsgau Danzig Westpreußen   | 50,204           | 7.9%  |
| Haute-Silésie orientale (en)   | 36,870           | 5.8%  |
| Regierungsbezirk Zichenau (en) | 7,460            | 1.2%  |

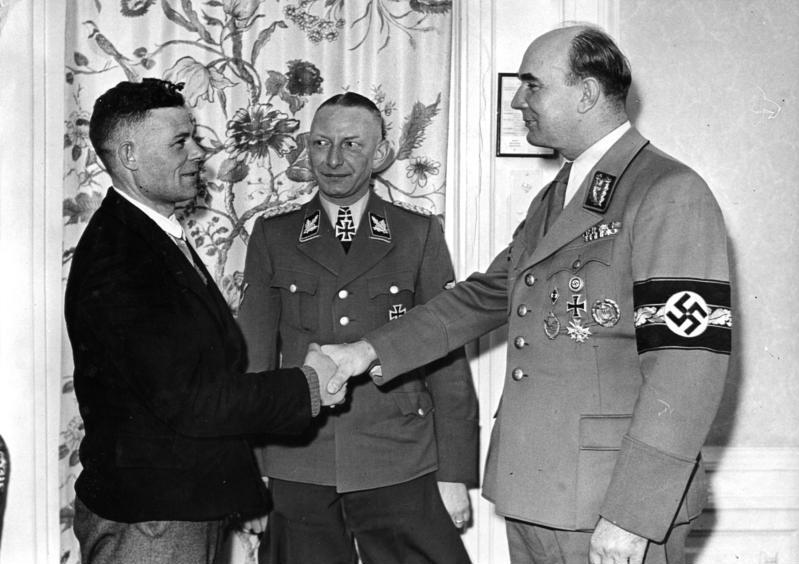
Arthur Greiser accueille le millionnième Volksdeutsche réimplanté depuis l'Europe de l'Est vers la Pologne occupée dans le cadre de l'Heim ins Reich. Mars 1944.

La croissance de la population allemande est surtout visible dans les villes : à Poznań, de 6 000 en 1939, la population atteint 93 589 en 1944 ; à Łódź, où avant-guerre vivent 60 000 Allemands, ils deviennent 140 721 et à Inowrocław, elle passe de 956 à 10 713. Au Warthegau, où s'installent la majorité des colons, la proportion d'Allemands passe de 6,6 % en 1939 à 21,2 % en 1943.

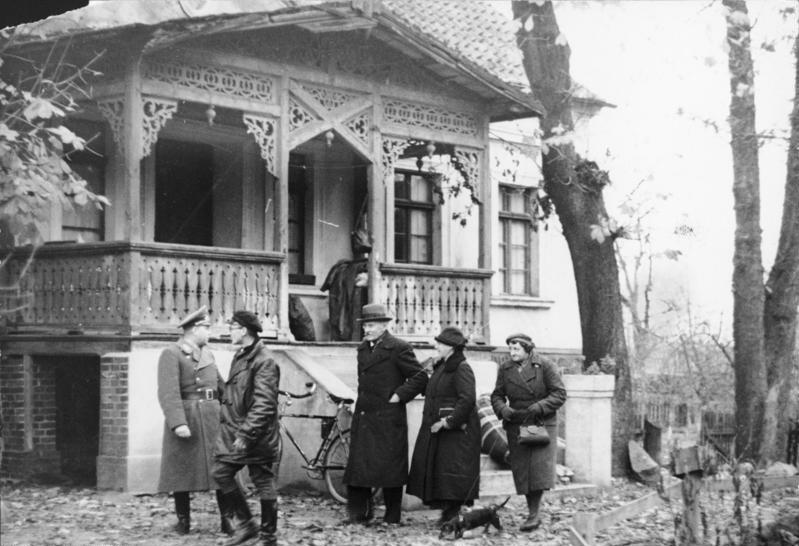
Un fonctionnaire nazi attribue à des colons allemands baltes une maison appartenant à des Polonais au Warthegau.

Seuls les Allemands catégorisés comme « racialement précieux » sont autorisés à coloniser. Les personnes sont « évaluées » et classées pendant le processus de Durchschleusung, qui attribue un code allant de RuS I (« valeur la plus élevée ») à RuS VI (« sans valeur »). Seules les personnes RuS I à III sont autorisées à coloniser ; les gens de la catégorie RuS IV sont classés selon deux sous-groupes : les « A » sont envoyés dans l'Altreich pour « assignation à un travail et rééducation », les « S » sont renvoyés vers leurs pays d'origine en Europe de l'Est ou « évacués » vers le Gouvernement général. À l'origine, les gens classés RuS III devaient être déportés vers l'Altreich et soumis au travail forcé mais, à partir de janvier 1940, ils sont autorisés à occuper de petites parcelles (20 hectares, là où les RuS I et II en détiennent 50). Ce changement découle d'un ordre personnel de Himmler et conduit à une catégorisation plus stricte de la part des fonctionnaires. Fin 1944, environ un million d'Allemands ont suivi la procédure de Durchschleusung. Les catégories RuS I and II concernent entre 60 et 70 % des Allemands des pays baltes et 44 % de ceux de Volhynie ; en revanche, de nombreux Allemands issus de l'Union soviétique sont classés dans les catégories inférieures.

## Ségrégation ethnique

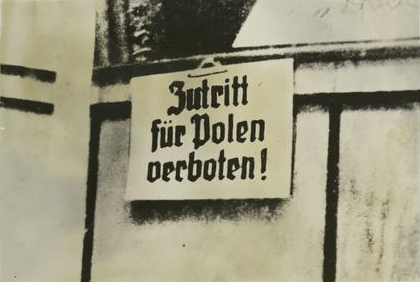
Avertissement en allemand en Pologne occupée, 1939 : « entrée interdite aux Polonais ».

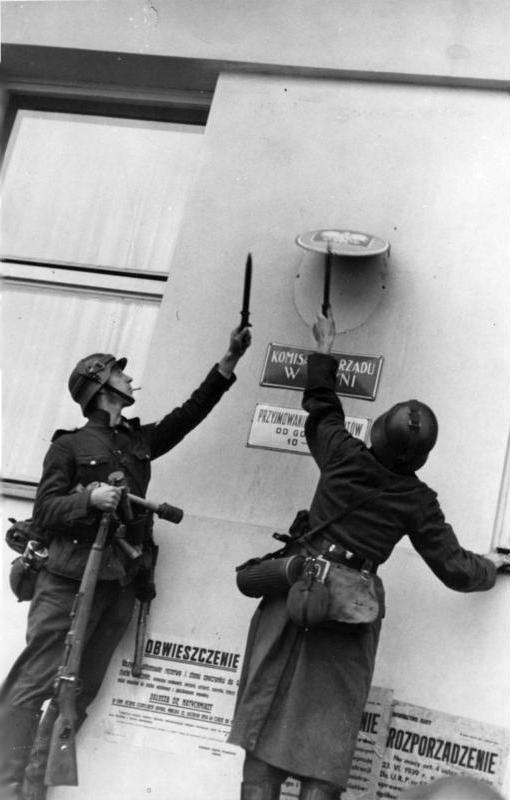
Des soldats de la Wehrmacht retirent les plaques dans la ville de Gdynia, rebaptisée « Gotenhafen », en septembre 1939.

La ségrégation entre les Allemands et les Polonais se concrétise par un arsenal de mesures qui limitent leurs interactions sociales.
Czesław Łuczak décrit cette ségrégation :

« L'accès à toute une gamme de cinémas, théâtres, musées, hôtels, cafés, restaurants, jardins publics, aires de jeu, transports publics comme les première et deuxième classes des trains et les meilleurs tramways urbains, les bains publics, plages, téléphones publics et bancs publics étaient réservés aux Allemands et interdits par la loi aux Polonais et aux Juifs. Les Polonais n'étaient pas autorisés à suivre une messe pour Allemands. Les non-Allemands risquaient des sanctions s'ils se rendaient à des activités culturelles ou des évènements ; ainsi, à Poznań, quatre jeunes femmes polonaises qui étaient allées entendre un opéra furent condamnées par le tribunal allemand à quatre mois en camp de travail. D'autres lois obligeaient les Polonais à céder le pas aux Allemands sur les trottoirs quelles que fussent les circonstances et tous les Polonais devaient s'incliner devant les Allemands pour les saluer. Les minorités allemandes territoires annexés témoignaient d'une forte adhésion aux politiques nazies. Néanmoins, dans la série des mesures raciales, les fonctionnaires allemands ont interdit tout contact amical ou solidaire des Allemands envers les Polonais ; les autorités infligeaient aux Juifs des rétorsions rapides et féroces : déportation en camp de concentration, confiscation des biens ou peine de mort. Après la promulgation des décrets en Pologne, les relations charnelles entre Allemands et Polonais devinrent interdites au titre de Rassenschande (détérioration de la race) : les femmes polonaises surprises dans une relation sentimentale avec un Allemand étaient arrêtées et parfois envoyées de force au bordel. »

Pour la doctrine nazie, les Polonais sont des sous-hommes et les médias relaient cette idée. Par exemple, en octobre 1939, la propagande nazie explique aux Allemands qu'ils doivent voir les Polonais, les Juifs et les Roms comme des sous-hommes. Parfois, des écriteaux sont affichés dans l'espace publics : « Entrée interdite aux Polonais, aux Juifs et aux chiens ». Quand les nazis voulaient réduire au silence des Polonais et des Juifs, ils utilisaient des expressions comme « arrête d'aboyer » ou « fermez vos museaux ».
Une partie de la population est catégorisée comme Volksdeutsche, principalement des membres de la minorité allemande. Certains Polonais sont aussi rattachés à cette catégorie, parfois de leur plein gré et parfois de force, y compris sous la menace de mort.

## Répressions contre les populations polonaises et juives
Comme les nazis prévoient une germanisation complète à court terme des territoires annexés, ils y appliquent des mesures différentes de celles du Gouvernement général. Les Allemands d'une part et d'autre part les Polonais et les Juifs vivent dans une ségrégation stricte. Dans le cas des Juifs, le moyen utilisé est la ghettoïsation.
L'administration allemande classe des gens sur des critères politiques et raciaux ; les Polonais et les Juifs sont considérés comme des Untermensch (sous-hommes) alors que la doctrine nazie voit dans les Allemands les ubermenschen du herrenvolk (la race supérieure). Cette classification, au-delà de ses aspects idéologiques, étend ses effets dans tous les domaines de la vie pratique au quotidien et dans le traitement des populations. Les autorités allemandes formulent trois objectifs principaux concernant la population polonaise : l'éradication biologique progressive de la nation, l'expulsion hors des secteurs annexés et l'exploitation par le travail forcé, et enfin la transformation des survivants en travailleurs peu qualifiés et obéissants grâce à une politique draconienne.

### Discriminations économiques
De nombreux bâtiments et commerces appartenant à des Polonais sont confisqués et tous les bijoux, les meubles, l'argent et les vêtements sont susceptibles d'une confiscation. Tous les postes à responsabilité auparavant exercés par des Polonais et des Juifs sont confiés à des Allemands. Les Polonais n'ont plus le droit de posséder leurs propres entreprises rurales et industrielles, des sociétés de transport, des sociétés de construction, des ateliers. Les nazis s'emparent de dizaines de milliers d'entreprises polonaises, depuis les importantes sociétés industrielles jusqu'aux petites boutiques, sans offrir de compensation aux propriétaires précédents. La population polonaise est frappée de taxes plus élevées ainsi que de contributions obligatoires. Les travailleurs polonais sont déchus de tout droit aux congés. Dans l'ensemble, le paiement des heures supplémentaires au travail est aboli : ce n'est qu'en travaillant au moins 61 heures par semaine que les Polonais peuvent recevoir une majoration de 10 % de leur salaire (les Allemands reçoivent 100 %). Tous les Polonais salariés sont alignés sur le montant minimal envisageable pour leur travail. La stratégie globale des nazis vise à générer, dans le peuple polonais, une classe d'esclaves peu instruits pour remplir des tâches de base.

### Esclavage par le travail
Dans le Gouvernement général, tous les Polonais âgés de 14 à 65 ans sont victimes de travaux forcés au bénéfice du régime nazi ; dans les territoires annexés, les enfants doivent travailler dès l'âge de 9 ans (et dans les secteurs ruraux, dès 7 ou 8 ans) et en outre, l'obligation d'accomplir un travail d'esclave est imposée aux hommes jusqu'à l'âge de 70 ans. Un réseau d'avant-postes est instauré par le régime pour surveiller l'enrôlement de la main d'œuvre en coordination avec les unités allemandes de police.

### Réduction de la croissance démographique de la population polonaise
Pour réduire la croissance démographique des Polonais, le mariage fait l'objet de restrictions : les femmes ne peuvent se marier qu'à l'âge de 25 ans et les hommes à 28 ans. Les couples mariés sont séparés dans le cadre du travail forcé et les rations remises à la population diminuent. Les horaires de travail forcé imposés aux deux parents conduisent à la solitude de bébés et d'enfants pendant de longues heures. Les accidents et les décès chez les plus jeunes grimpent en flèche. La ration de produits laitiers et de matières grasses accordée aux enfants polonais représente un cinquième de celle reçue par les enfants allemands. L'hiver cause de nombreuses morts car les produits de chauffage sont rationnés au quart de ce que reçoivent les Allemands. Une interdiction stricte de ramasser le charbon tombé de camions ou de berlines dans les rues frappe les non-Allemands.
| Date                                                          | Nombre de Polonais issus des territoires annexés et détenus pour les travaux forcés |
| ------------------------------------------------------------- | ----------------------------------------------------------------------------------- |
| 13 juillet 1942                                               | 827 000                                                                             |
| 20 novembre 1942                                              | 896 000                                                                             |
| 15 février 1943                                               | 934 000                                                                             |
| 31 août 1943                                                  | 1 066 000                                                                           |
| 30 juin 1944                                                  | 1 033 000                                                                           |
| 15 août 1944                                                  | 1 015 000                                                                           |
| 30 septembre 1944                                             | 1 053 000                                                                           |
| 1Cité par Czesław Madajczyk en 1970 dans Polityka III Rzeszy. |                                                                                     |

En Allemagne, les OST-Arbeiters sont sujettes aux avortements, y compris contre leur volonté et en contradiction avec les lois nazies sur l'avortement. L'enfant ne peut venir au monde que si ses parents correspondent au « sang » souhaitable et, si le bébé est considéré comme satisfaisant, il est enlevé et remis dans une institution du Lebensborn. Les enfants qui ne satisfont pas aux critères sont envoyés vers les Ausländerkinder-Pflegestätte (en), où ils meurent habituellement en quelques mois à cause de la sous-nutrition.
Pour réduire encore davantage la population, Hermann Krumey (de), fonctionnaire allemand à Łódź occupée, exige que les femmes polonaises enceintes continuent de travailler jusqu'à huit mois et demi de grossesse. Cette mesure vise à favoriser les fausses couches et à provoquer des « accidents » empêchant les naissances. Malgré ces règlementations, les fonctionnaires nazis restent extrêmement inquiets devant la natalité des Polonais et les dirigeants envisagent différentes idées pour non seulement réduire le nombre des grossesses, mais aussi les prévenir. Les propositions lancées sont : enfermer toute la population dans les camps de travail ; relever l'âge minimal de permission du mariage ; créer de bataillons de travail séparant les populations ; lever une taxe sur les enfants ; infliger des avortements conjugués à l'allongement de la durée du travail forcé ainsi qu'au déplacement vers des camps de travail ; et enfin la stérilisation des Polonaises. Toutefois, cette dernière suggestion soulève des doutes en matière d'efficacité car, dans certaines parties des territoires annexés, 55 % des médecins sont Polonais et le commandement pense qu'ils vont saboter l'initiative. Le Sicherheitsdienst, émanation de l'État allemand, mène ses propres enquêtes sur le sujet. Dans ses conclusions, il annonce que le nombre de Polonais a été mal estimé pendant les premières années ; néanmoins, le taux de natalité tout comme la survie des bébés allemands dépassaient ceux des Polonais. La solution au « problème polonais » consiste à stériliser en masse les classes les plus faibles (appelées « primitives » dans le rapport) et d'envoyer les Polonais mariés accomplir des travaux forcés dans le Reich. Karl Zieger, qui trouve ces mesures futiles, propose une autre idée : des villages entiers de Polonais devraient être transférés et dispersés à l'intérieur du Reich.
Les nazis plongent dans une perception déformée de la réalité : le taux de natalité apparemment élevé des Polonais est l'effet de l'expulsion des membres des classes les plus favorisées vers le Gouvernement général. Les Polonais qui restent sont ceux dont la natalité est élevée alors que ceux dont elle est plus faible sont partis. Les Allemands ayant interdit aux Polonais toutes les activités culturelles, la population reste à la maison pendant les heures de repos, ce qui favorise l'activité sexuelle et la hausse des naissances. En revanche, l'interdiction prononcée contre les esclaves polonaises qui veulent rentrer chez elles pour leur accouchement produit des conséquences tragiques. Les grossesses des travailleuses polonaises sont sujettes à l'avortement et, en cas de naissance, les enfants sont retirés et confiés au Lebensborn des SS. Naturellement, les travailleuses esclaves polonaises n'ont pas la permission de se marier. Toutefois, le régime féroce de l'occupant fait reculer les naissances. À Poznań, à la fin de la guerre, le taux de natalité est proche de zéro ; à Łódź et à Inowrocław, il y avait davantage de décès que de naissances. En comparaison, le taux de natalité des Allemandes a augmenté jusqu'à la fin de la guerre. En 1939, le taux de survie pour 1000 naissances correspond à 850 ; en 1944, il est réduit à 680.

### Discrimination contre la langue polonaise
L'interdiction d'utiliser le polonais frappe toutes les institutions et tous les bureaux des territoires annexés ainsi que certains lieux publics, comme les transports dans les villes.
Une oppression particulière se manifeste par la loi qui oblige les Polonais à parler allemand dans toutes leurs relations avec l'administration, sous peine d'emprisonnement. Les Polonais qui ne connaissent pas l'allemand doivent embaucher un traducteur mais cette profession subit des restrictions par les autorités et les Polonais germanophones qui aident leurs compatriotes à titre gracieux sont emprisonnés. La législation englobe tous les rapports entre Allemands et Polonais. Pendant la guerre, l'interdiction totale de la langue polonaise est envisagée mais il reste beaucoup de locuteurs et la mesure est impraticable à l'époque. Une forme spécifique de harcèlement est l'obligation, pour les Polonais emprisonnés, de ne communiquer qu'en allemand avec leurs proches. Dans la pratique, de nombreuses familles ne reçoivent aucune nouvelle de leurs proches car la correspondance écrite en polonais est confisquée.

### Discrimination dans l'instruction
Le niveau d'instruction permis aux Polonais est largement réduit afin que les générations futures deviennent esclaves des Allemands. Toutes les écoles et les institutions culturelles polonaises sont fermées. L'enseignement de l'histoire, de la littérature et de la géographie est interdit aux Polonais. Les enfants « racialement précieux » sont emmenés en Allemagne pour y recevoir une instruction plus développée dans le cadre de la germanisation.
Dans certaines régions, des écoles pour enfants sont ouvertes conformément aux directives de Himmler : 

« La population non-germanique de l'Est ne doit pas avoir accès à des écoles dépassant le CM1. Ces établissements fourniront une éducation consistant à savoir compter (jusqu'à 500), écrire son propre nom et entendre que Dieu commande de se montrer obéissant envers les Allemands, honnête, zélé et poli. L'apprentissage de la lecture n'est pas essentiel à mon avis. »

Ces écoles n'enseignent pas la lecture et l'écriture. Même avec ce programme, les écoles autorisées n'accueillent qu'une petite fraction des enfants polonais ; ainsi, à Łódź, seul un dixième des enfants de 9 à 13 ans y sont inscrits. Souvent, en prétextant éduquer les jeunes, les Allemands organisent des travaux forcés et les enfants doivent accomplir un travail physiquement pénible.
Les Polonais n'ont pas la permission de jouer ni de créer une musique quelle qu'elle soit et de détenir des récepteurs radios. La distribution de livres polonais est interdite et fait l'objet d'une traque par la police occupante ; en parallèle, les bibliothèques polonaises sont fermées et beaucoup de leurs collections détruites. Des millions de livres sont perdus de la sorte. Prêter des livres polonais devient un délit passible des camps de concentration. En outre, sont interdites les formations qui permettraient aux Polonais d'acquérir des aptitudes dans la fabrication et le commerce. Les Polonais n'ont pas le droit de passer des examens d'artisanat. Pendant toute l'occupation, cette loi est appliquée strictement. À Poznań, les Allemands collectent tous les livres polonais avant de les brûler.
En 1939, les enseignants polonais créent l'Organisation secrète de l'enseignement, un réseau clandestin pour offrir une instruction malgré l'occupation. Des milliers de membres sont arrêtés et assassinés par l'occupant. Environ 15 % des enseignants polonais, ou 8 000 d'entre eux, sont morts pendant l'occupation. L'extermination des professeurs et des scientifiques s'inscrit dans le plan nazi d'élimination des élites polonaises au cours de l'Intelligenzaktion.

### Discriminations religieuses
Pendant la guerre, le combat livré par l'État allemand pour détruire l'identité polonaise porte aussi sur la vie religieuse. Les Juifs de Pologne sont les plus durement frappés : ceux qui ont survécu aux premières campagnes de meurtres lors de l'invasion sont tous expulsés des territoires annexés vers les zones occupées. Les défenseurs visibles du judaïsme ainsi que les rabbins sont particulièrement exposés aux assassinats. Les nazis s'emparent de toutes les synagogues, qui sont détournées de leur fonction avant d'être utilisées à mauvais escient voire détruites. Les cimetières juifs subissent le même sort.
Dès le XIXe siècle, les catholiques allemands d'origine polonaise et l'État allemand s'affrontent dans le Kulturkampf sur l'intégrité de la foi catholique. Dans les régions allemandes où vivent de nombreuses personnes catholiques d'origine polonaise, l'Église a mobilisé leur résistance contre les partitions de la Pologne par la Prusse et elle joue le rôle de bastion de l'identité polonaise. C'est pourquoi les nazis répriment les catholiques dans les territoires annexés. Dans le Gouvernement général, l'attitude du Troisième Reich est différente car cette entité doit servir de camp de travail et de réserve temporaires pour les Polonais et les nazis comptent se servir de la foi pour contrôler la vie des Polonais (ce qui se traduit par une campagne d'extermination et de terreur contre les prêtres s'opposant aux nazis). La répression nazie contre l'Église catholique en Pologne représente également un dilemme pour les catholiques d'Allemagne, où de nombreux prêtres soutiennent les revendications nationalistes et se divisent devant la persécution de leurs homologues polonais. Dans l'ensemble, la hiérarchie allemande reste silencieuse devant les discriminations (et parfois les soutient ou les encourage) et le sort des Polonais en tant qu'Untermenschen, même s'il existe des exceptions notables où des personnes protestent ou tentent d'aider leurs coreligionnaires non-Allemands.
Au fil du temps, la guerre creuse l'écart entre les catholiques allemands et l'Église polonaise persécutée en phase de destruction. Cette situation inquiète le Vatican et le Pape en personne. Les secteurs polonais annexés comprennent les diocèses de Gniezno, Poznań, Chełmno, Katowice, Włocławek, la majeure partie de ceux de Łódź et de Płock ainsi que des territoires de Varsovie, Łomża, Częstochowa et Kielce. Les autorités nazies, conformément à la campagne de germanisation intégrale, cherchent à balayer l'Église catholique polonaise dans ces zones pour y substituer des prêtres allemands. Le plan prévoit d'expulser ou d'exterminer les prêtres polonais.
Le principal interlocuteur des nazis à cet égard est Carl Maria Splett (en), évêque de Dantzig et membre de la conférence des évêques polonais jusqu'en 1939 : Splett tisse des relations étroites avec Albert Forster et suit le plan consistant à remplacer les membres polonais du clergé par des Allemands. Une autre personnalité notable est le cardinal Adolf Bertram, qui contacte personnellement le Vatican pour réclamer la germanisation des associations de l'Église catholique polonaise. Leurs initiatives sont favorisées par le fait que la campagne de terreur des nazis conduit de nombreux dignitaires catholiques à fuir vers d'autres pays (car les Allemands assassinent les élites polonaises) et leurs remplaçants sont empêchés d'entrer en fonction. La première victime de la campagne est la voïvodie de Poméranie, où pratiquement toutes les églises sont fermées, pillées et converties en entrepôts, en écuries ou en dépôts. Après les premiers massacres, les prêtres polonais subissent trois vagues d'arrestations, dont les victimes sont envoyées dans les camps de Dachau et du Stutthof. Les monastères sont fermés, leurs collections artistiques et leurs bibliothèques pillées ou détruites. Splett collabore avec Forster et fait venir 200 prêtres catholiques allemands dans le diocèse de Chełmno, où il est nommé administrateur à partir de décembre 1939. Sous sa férule, le clergé polonais est opprimé et les prières et messes qu'il dirige font l'éloge de Hitler. Il émet également l'interdiction de parler polonais dans les églises. En mai 1940, il interdit d'accepter des confessions en polonais, ce qui provoque l'intervention du Vatican qui s'oppose à cette mesure. Splett défend son décret et, de surcroît, il prétend qu'il vise à « protéger » les gens entendus en confession. Le Saint-Siège finit par accepter cette justification. Après la controverse, il cherche à faire croire que les confessions en polonais servent des « objectifs nationalistes ». Outre l'interdiction du polonais, Splett ordonne le retrait des noms et symboles polonais dans les monuments et les tombes des cimetières et dans toutes les églises relevant de son autorité. Albert Forster complimente Splett de son travail au service de l'Allemagne.

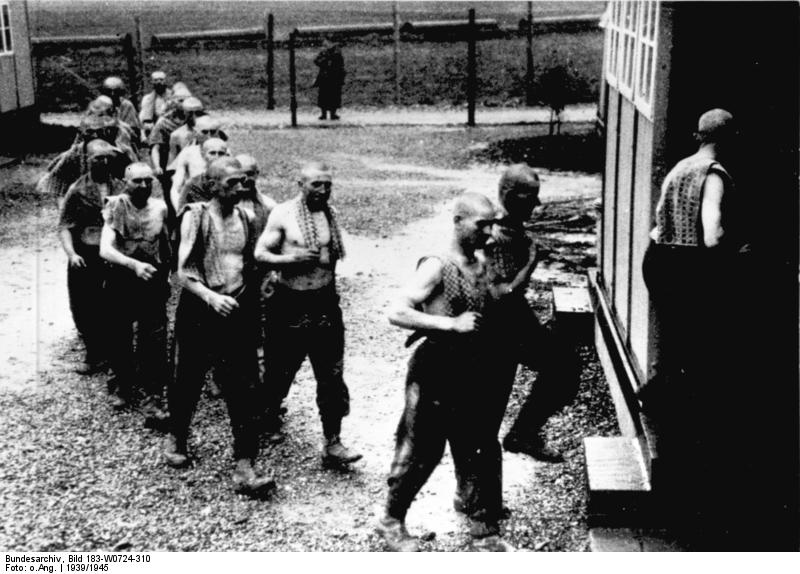
Polonais déportés à des fins de travail forcé vers un camp en Allemagne.

Au Wartheland, l'occupant choisit de ne pas utiliser les prêtres allemands pour la germanisation. Le programme veut que l'Église polonaise doive entièrement disparaître. Le 13 septembre 1941, Arthur Greiser publie un décret indiquant que l'administration allemande rejette l'existence des églises en tant qu'entités légales dans le Reichsgau. Trois semaines plus tard, la plupart des prêtres polonais sont envoyés en camps de concentration. Sur six évêques dans la région, un seul a pu rester à son poste : Walenty Dymek (en). C'est Dymek qui, par ses protestations vigoureuses, attire au bout de 2 ou 3 mois l'attention du Vatican sur le danger de destruction de toutes les églises polonaises du territoire. Le Vatican, inquiet devant l'éventuel développement de l'église catholique nationale allemande, intervient en nommant deux administrateurs : l'un pour la population allemande l'autre pour la polonaise - ce dernier étant Dymek. Dans le Warthegau, la situation de l'Église catholique devient catastrophique : jusqu'en 1944, 1 300 églises et temples sont fermés, dont 500 convertis en entrepôts, deux dynamités, d'autres données aux congrégations de l'Église évangélique unitaire du Wartheland. Les ornements et reliques des cathédrales de Poznań et Włocławek sont pillés. Une partie du patrimoine artistique dérobé est détruit par les Allemands. À Gniezno, la basilique est ravagée. À Poznań, la presse et les organisations catholiques qui formaient le cœur de la foi sont détruites. La plupart des monuments religieux, des calvaires et des petites chapelles sont également éliminés de la région. L'accès aux messes est restreint et, souvent, les Allemands emmènent les fidèles polonais hors de l'église pour les rafler dans des łapanka. Jusqu'à 80 % des prêtres polonais sont expulsés puis des arrestations de masse ont lieu.
Les rares congrégations luthériennes de l'Église protestante de la confession d'Augsbourg en Pologne, implantée à Bydgoszcz et Poznań et dont les membres sont issus de l'ancienne Pologne russe, sont expulsées par les occupants. La situation se détériore également pour l'Église évangélique unitaire de Pologne, qui compte surtout des Polonais germanophones. Quand l'occupant trouve que des adeptes sont d'une « race » propice à la germanisation dans le Wartheland, ils sont traités de manière à devenir favorables à la politique nazie ; néanmoins, les supérieurs de cette foi subissent à leur tour les directives anticléricales d'Arthur Greiser, à l'instar des catholiques. Si les autorités polonaises se montraient peu empressées à reconnaître la légalité de la société religieuse de l'Église évangélique unitaire en Pologne, Greiser se débarrasse de cette question pour l'ensemble des entités religieuses du Wartheland. Il ravale l'Église évangélique unitaire de Pologne au rang de simple association civile. Or, il a ordonné que seules soient autorisés, dans les associations civiles, les résidents installés avant le 1er septembre 1939 sur le Wartheland ; les migrants (en général, germanophones) venus des États annexés par les Soviétiques (Pologne de l'Est et États baltes) ne peuvent adhérer à ces associations que s'ils ne sont pas citoyens allemands. Par conséquent, Paul Blau, une figure spirituelle de l'Église évangélique unitaire que les autorités polonaises avaient toléré bien qu'il ne soit pas polonais, est déclaré non-membre de sa propre congrégation, ravalée au rang d'association, car il possède la nationalité allemande.
| Église diocèse                                                        | Prêtres polonais en 1939 | Morts | Pourcentage | Assassinés | Morts en prisons et en camp de concentration |
| --------------------------------------------------------------------- | ------------------------ | ----- | ----------- | ---------- | -------------------------------------------- |
| Chełmno                                                               | 634                      | 303   | 47,8 %      | 230        | 73                                           |
| Katowice                                                              | 489                      | 43    | 8,7 %       | 6          | 37                                           |
| Kielce                                                                | 357                      | 13    | 3,6 %       | 2          | 11                                           |
| Kraków                                                                | 680                      | 30    | 4,4 %       | 3          | 27                                           |
| Łomża                                                                 | 292                      | 48    | 16,4 %      | 12         | 36                                           |
| Łódź                                                                  | 347                      | 126   | 36,8 %      | 9          | 119                                          |
| Gniezno                                                               | 369                      | 180   | 48,8 %      | 17         | 163                                          |
| Płock                                                                 | 382                      | 109   | 28,5 %      | 4          | 105                                          |
| Poznań                                                                | 681                      | 212   | 31,1 %      | 1          | 211                                          |
| Włocławek                                                             | 433                      | 213   | 49,2 %      | 32         | 181                                          |
| Warszawa                                                              | 657                      | 82    | 12,4 %      | 32         | 50                                           |
| 1 Données statistiques selon Czesław Madajczyk en 1970 dans Polityka. |                          |       |             |            |                                              |

En 1940, le ministre du Reich aux affaires religieuses Hanns Kerrl tente d'usurper l'autorité sur les congrégations de Dantzig et Prusse-Occidentale et au Wartheland. Bien qu'il parvienne à ses fins dans la première région, Arthur Greiser (avec le soutien de Hitler) repousse la tentative de Kerrl au Wartheland. Les congrégations de l'Église évangélique unitaire de Pologne dans la voïvodie de Poméranie peuvent obtenir le statut de sociétés civiles, même si sous un régime dictatorial ce statut n'a guère de poids. Néanmoins, si tous les savants juifs et la majorité des dignitaires catholiques et luthériens de langue maternelle polonaise sont démis de leurs fonctions, voire tués ou emprisonnés, les pasteurs de l'Église évangélique unitaire sont tolérés tant qu'ils ne protestent pas contre les crimes en cours au Wartheland.
À la longue, les Allemands ne cherchent plus à produire des justifications ni des explications publiques concernant les arrestations et les expulsions. Dans la région du Warthegau, sur 2 500 prêtres catholiques, 752 ont péri et un tiers a survécu à la guerre dans les prisons et les camps de concentrations. À Poznań, qui compte 800 prêtres catholiques en 1939, seuls 34 restent en 1943. En Haute-Silésie, l'évêque de Katowice, Stanisław Adamski (en), ordonne aux Polonais de prier en allemand et de se présenter comme Allemands. Tout au long de la guerre, Adamski encourage cette attitude avec l'accord du gouvernement polonais en exil dans l'espoir de sauver la population locale du génocide commis par les nazis. Il fait venir, dans les monastères, des Allemands afin de représenter la communauté auprès des autorités ; toutefois, 60 de ces communautés sont fermées. Afin d'éviter les accusations de conflit d'intérêts après avoir transmis son appel, il se déclare lui-même polonais. Malgré les initiatives d'Adamski en Haute-Silésie, l'Église catholique polonaise subit la répression : 43 prêtres sont assassinés dans les camps de concentration et les prisons, deux sont exécutés à cause de leur collaboration avec la résistance polonaise, 13 (dont deux évêques) sont expulsés vers le Gouvernement général, plusieurs sont déchus de leurs fonctions.
De nombreux prêtres polonais sont arrêtés et envoyés dans les camps de concentration et les prisons, ou bien assassinés lors d'exécutions. Des églises historiques sont détruites et en plusieurs occasions, l'occupant profane des icônes et des symboles de la foi polonaise. Les Polonais n'ont pas le droit d'assister aux funérailles de leurs compatriotes, sauf s'ils appartiennent à la famille immédiate du défunt. Plusieurs églises catholiques polonaises sont fermées. Des chants religieux catholiques polonais sont interdits et les livres où ils figurent sont confisqués et détruits. Les associations religieuses polonaises sont dissoutes.

### Système judiciaire

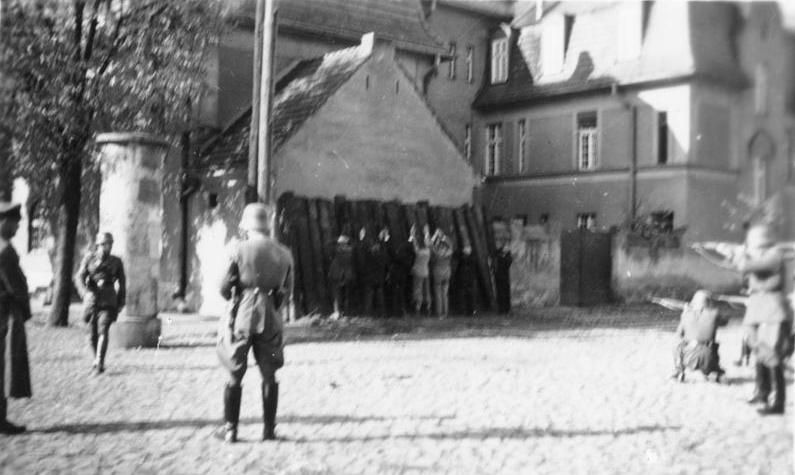
Exécution de Polonais à Kórnik, dans le Warthegau, le 20 octobre 1939.

Le système judiciaire écourte les procédures contre les Polonais. Devant un tribunal, les Polonais ne bénéficient d'aucune protection légale. Les autorités allemandes autorisent la flagellation ainsi que les peines corporelles en public. Les passages à tabac en public de Polonais par les Allemands est permis par la loi, sous réserve que les coups ne « réduisent pas la productivité du Polonais ». La loi pénale allemande est imposée sur les territoires annexés au Reich en 1940. Elle comporte divers articles dont le seul critère est la catégorie raciale et ethnique de la personne susceptible d'un procès. Des cours spéciales sont instaurées ; elles peuvent prononcer des peines capitales par une procédure rapide et simple. Les autorités allemandes n'envisagent pas que les Polonais et les Juifs puissent passer devant les mêmes tribunaux que les Allemands. Les lois recensent autant d'infractions que possible contre le régime de l'occupant. Punir les délits par la prison n'est pas vu comme suffisant, aussi les concepteurs de la législation préfèrent-ils prévoir la peine de mort et la flagellation. En outre, les méthodes de répression incorporent la condamnation aux travaux forcés pénibles et aux travaux forcés très pénibles. L'idéologie qui prévaut dans la règlementation est le racisme. Comme l'explique le ministre allemand de l'Intérieur, l'élaboration de la législation découle de la « culpabilité irréparable des Polonais, qui démontre qu'ils ne sont pas dignes de l'Europe » : la prétendue nature infâme des Polonais est la clé de voûte des lois de l'occupant. La nouvelle loi procure un droit pratiquement illimité de recourir à la peine capitale contre les Polonais et de les envoyer dans les camps de concentration. Par exemple, à Katowice, un tribunal allemand spécial prononce 40 % de peines de déportation vers Auschwitz et 60 % de peine de mort. À Białystok, dans des procès supervisés par Alfred Konig, 80 % des accusés sont condamnés à mort et 15 % à l'envoi en camps de concentration.
La dureté des lois allemandes s'illustre par certains cas : une femme qui sourit à un prisonnier de guerre anglais à Ostrów Wielkopolski est condamnée à 5 mois de camp pénal. Une jeune fille de 15 ans qui donne une cigarette à un prisonnier de guerre est condamnée à 3 mois de camp de concentration. Afin d'intimider la population polonaise, une loi impose de participer aux exécutions de masse.

### Enlèvement et assassinat des enfants de Pologne
Des enfants polonais sont enlevés dans les territoires annexés à des fins de germanisation, de travaux forcés et d'expérimentations médicales. Il leur est interdit d'entrer sur les aires de jeux réservées aux Allemands et les soins pédiatriques se dégradent, ce qui augmente la mortalité des plus jeunes.
A mesure que la guerre se poursuit, les Polonais, d'abord hostiles aux Allemands, conçoivent envers eux de la haine et, même si l'animosité existait déjà à cause de l'oppression des Polonais au XIXe siècle, les actes racistes et génocidaires du Troisième Reich ont porté ces sentiments à un degré sans précédent.

### Conséquences
Le système répressif fédère la réaction des Polonais contre l'occupation allemande, bien au-delà de différences politiques et idéologiques. Les campagnes de déplacements forcés et de déportations dans les territoires annexés par le Troisième Reich ont, à terme, entraîné des conséquences néfastes pour les populations allemandes. Le régime appliqué pendant la guerre a servi ensuite de justification pour déplacer les minorités allemandes.

## Statut des minorités allemandes
Conformément aux doctrines nazies sur les races, les nazis ont l'intention de séparer le sang « germanique » du « sang mêlé », au besoin par la force. Heinrich Himmler déclare qu'aucune goutte de sang germanique ne serait perdue ou abandonnée au profit d'une « race » étrangère.

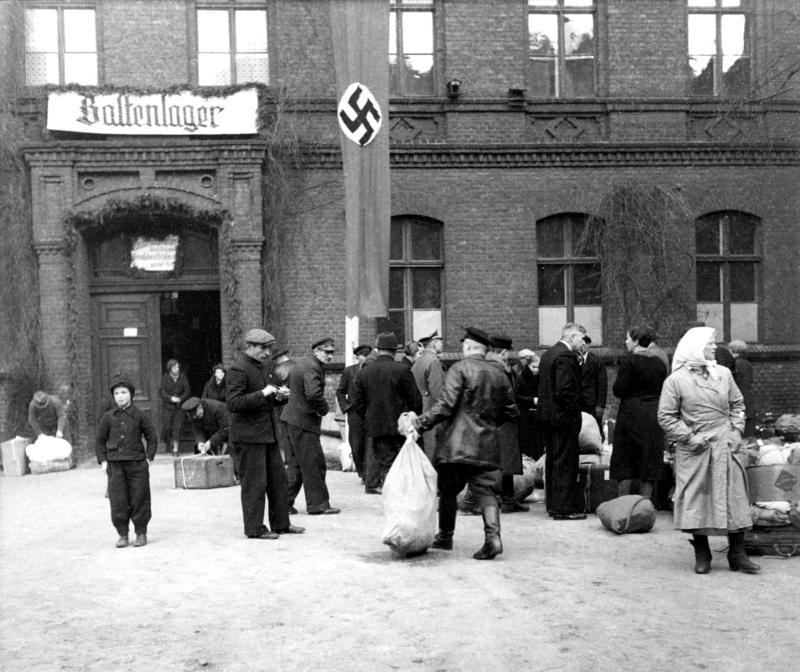
Baltenlager (camp de transit pour Germano-Baltes), à Poznań en 1940.

Ce programme commence par la Volksliste, la classification des gens considérés comme germaniques selon plusieurs catégories : ceux qui ont collaboré avant-guerre ; ceux qui se voient toujours comme Allemands mais qui sont restés neutres ; ceux qui sont partiellement « polonisés » mais « germanisables » ; et enfin les Allemands qui se sont assimilés dans la nationalité polonaise. Himmler supervise personnellement les affaires d'Allemands obstinés et ordonne des mesures de détention en camp de concentration, de séparation des familles ou de travaux forcés afin de briser toute résistance.
La communauté allemande accède à de nombreux évènements culturels. Un réseau d'écoles publiques offrant un éventail de services éducatifs est instauré dans les territoires. L'université du Reich à Posen remplace l'ancienne université polonaise de Poznań. L'université mène des études sur l'Europe de l'Est, y compris les doctrines d'extermination des non-Allemands et les méthodes pour germaniser la région. Des chaires sont ouvertes sur les politiques raciales et l'histoire juive,. Les Allemands locaux organisent des Selbstschutz, unités paramilitaires chargées d'arrêter les Juifs et les Polonais, de surveiller leurs expulsions et d'assassiner des victimes.
Le Troisième Reich donne aux Allemands les prérogatives d'exploiter économiquement la société polonaise et leur accorde des privilèges ainsi qu'un niveau de vie élevé aux dépens des Polonais, afin de renforcer la loyauté. Si le régime nazi impose des limites aux libertés des Allemands, comme la dissolution de diverses associations religieuses et politiques, il leur octroie des avantages politiques, culturels et matériels. Les Allemands sont nommés aux postes de direction tandis que les personnes catégorisées Untermenschen en sont évincées. L'allemand devient la seule langue officielle. Les Allemands ont le droit d'entrer à volonté dans n'importe quel domicile polonais, n'importe quand, pour vérifier et identifier les habitants ; il n'y a guère besoin d'efforts pour acquérir les biens des Polonais et des Juifs, en général sans payer ou pour une somme modique. Par exemple, il est facile pour un Allemand de demander auprès du gouvernement une maison ou un appartement polonais, même si des Polonais y vivent encore. Comme l'écrasante majorité des Allemands dans les territoires occupées soutiennent les autorités nazies et leurs campagnes, les politiciens nazis gagnent en assurance grâce à ce soutien populaire. Au Warthegau, sur 309 002 Allemands, 180 000 travaillent dans des organisations qui favorisent les programmes nazis, ou qui y sont essentiels, contre les Polonais et les Juifs. Ces employés rendent des services inestimables grâce à leur connaissance du terrain et de la société. Les motivations des collaborateurs vont de l'adhésion idéologique au nazisme à l'opportunisme matériel.
Les journaux intimes et les mémoires écrits par les Polonais à l'époque décrivent les Volksdeutsche comme un groupe particulièrement brutal et impitoyable. Les observateurs polonais remarquent que la Poméranie abrite une société allemande avec de fortes convictions pro-nazies et il en va de même à Łódź. Le soutien au nationalisme allemand s'exprime particulièrement chez les jeunes, fortement influencés par l'idéologie nazie. En 1942, l'enrôlement de masse de jeunes Allemands dans l'armée est accueilli avec soulagement par les Polonais. Quand des trains remplis de soldats allemands blessés et infirmes commencent à revenir du front de l'Est, des groupes de Polonais les accueillent dans la joie le long des voies ferrées.
Les Allemands locaux, en récompense de leur soutien au génocide des Juifs et des Polonais et à l'invasion, sont nommés à des postes élevés dans l'administration et leur patrimoine s'enrichit des biens confisqués aux victimes. Les colons germaniques sont issus d'origines diverses et leur réputation varie selon les lieux. Ceux venus de Bessarabie sont considérés comme les pires. Néanmoins, dans l'ensemble, les colons affichent un soutien sans faille à Hitler et la conviction envers la suprématie du régime nazi. Beaucoup se montrent reconnaissants des avantages que leur procure l'État allemand. Au fil du temps, ils se montrent de plus en plus agressifs et sans pitié envers les Polonais. Si, au début, certains s'entretenaient avec des Polonais, peu à peu ils assimilent l'idéologie nazie et mettent fin à cette pratique ; d'autres deviennent violents à l'encontre des Polonais. Dans les fermes, les Allemands traitent les Polonais comme du bétail et certains se montrent plus soigneux envers leurs chiens qu'envers les travailleurs polonais. Seuls 529 cas de contacts amicaux entre Polonais et Allemands sont signalés à la police allemande en 1941, sur 786 000 colons implantés au Wartheland.

### Documentation
- Isabel Heinemann, "Rasse, Siedlung, deutsches Blut": das Rasse- und Siedlungshauptamt der SS und die rassenpolitische Neuordnung Europas, Göttingen, Wallstein Verlag, 2013 (1re éd. 2003), 700 p. (ISBN 978-3-8353-2049-9, lire en ligne)
- Andreas Toppe, "Militär und Kriegsvölkerrecht": Rechtsnorm, Fachdiskurs und Kriegspraxis in Deutschland 1899–1940, München, Oldenbourg Wissenschaftsverlag GmbH, Walter de Gruyter, 2008, 467 p. (ISBN 978-3-486-70854-7, lire en ligne)